# Tristram Hunt

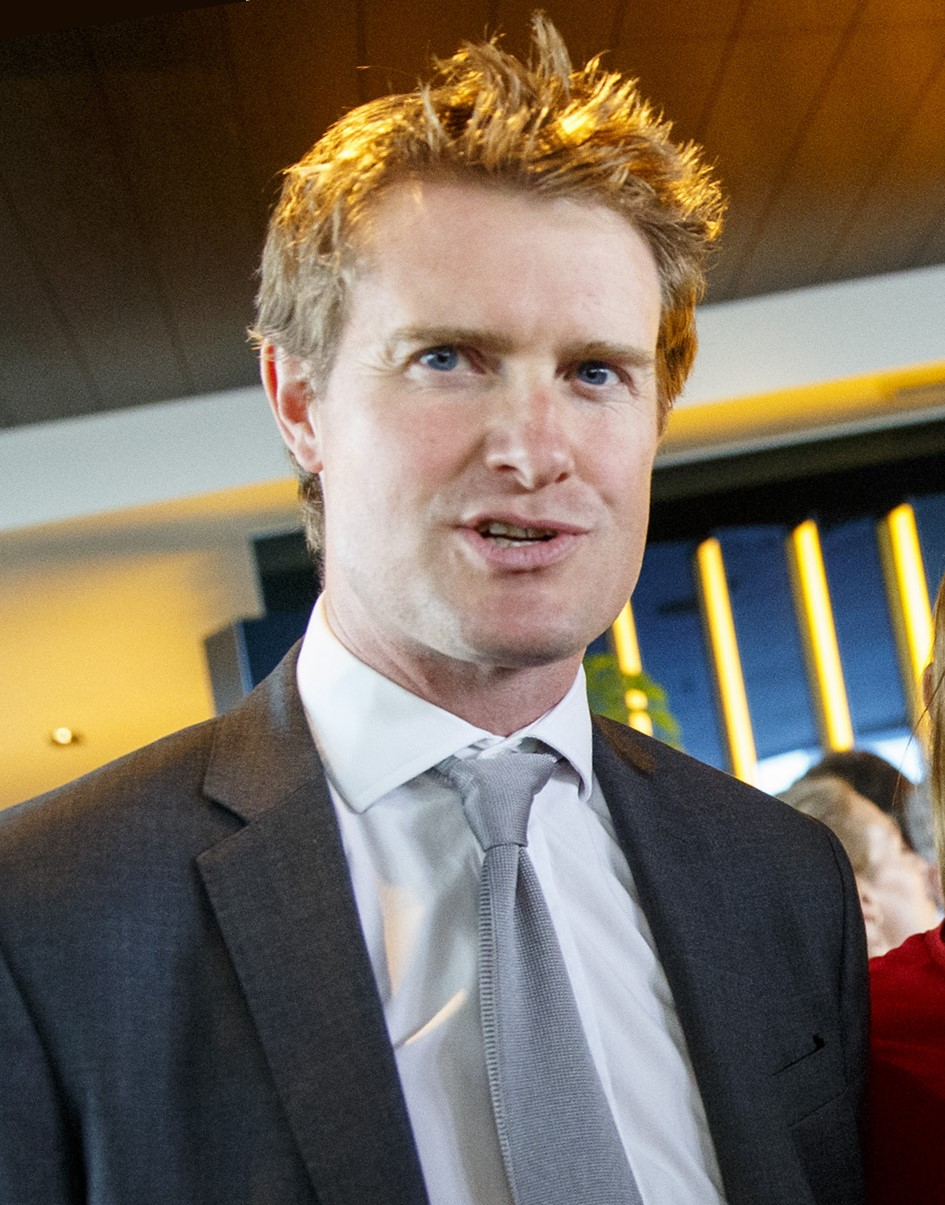
Tristram Hunt (2015)

Tristram Hunt (geboren 31. Mai 1974 in Cambridge) ist ein britischer Historiker, Museumsleiter und ehemaliger Politiker (Labour Party). Seit 2017 ist er Direktor des Victoria and Albert Museum in London. Zuvor war er von 2010 bis 2017 Mitglied des britischen Unterhauses.

## Leben
Tristram Hunt ist ein Sohn des Meteorologen Julian Hunt, der für die Labour Party in der Kommunalpolitik der Stadt Cambridge tätig war und im Jahr 2000 als Baron in den nicht-erblichen Adelsstand erhoben wurde. Er besuchte in London die University College School. Er studierte Geschichte am Trinity College, Cambridge, an der University of Chicago und war Associate Fellow am King’s College (Cambridge). Im Jahr 2000 wurde er in Cambridge promoviert, sein Dissertationsthema war Bürgersinn (civic thought) in Großbritannien des mittleren 19. Jahrhunderts (ca. 1820–1860). In Cambridge gehörte er dem Studententheater Footlights an.
Als Historiker präsentierte er historische Themen in Produktionen für das BBC, sowohl im Fernseh- als auch im Radioprogramm. Als Autor trat er u. a. mit einer vielbeachteten Biografie über Friedrich Engels in Erscheinung, die er 2009 veröffentlichte.

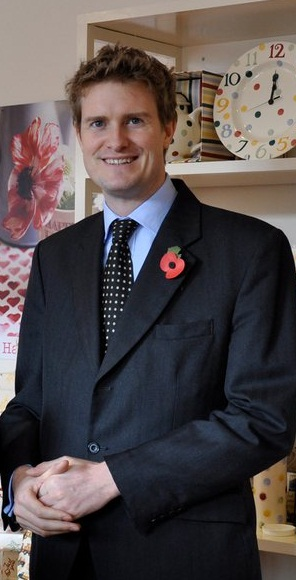
Hunt als Abgeordneter im Jahr 2011

Hunt ist seit seiner Jugend in der Labour Party aktiv. Er begleitete seit 1997 verschiedene Kandidaten bei ihren Wahlkampagnen und bewarb sich 2007 und 2009 erfolglos um eine Kandidatur. Er gewann 2010 den Sitz im Wahlkreis Stoke-on-Trent Central und wurde 2015 wiedergewählt. Hunt wurde 2013 Schattenminister für Erziehung. 2015 gehörte er zu den Kandidaten für die Nachfolge des Parteiführers Ed Miliband, statt seiner wurde Jeremy Corbyn Oppositionsführer, dessen Politik er in der Folge heftig kritisierte.
Hunt wurde 2017 zum Direktor des Victoria and Albert Museums ernannt und legte daher sein Parlamentsmandat nieder. Sein Amt trat er offiziell am 20. Februar 2017 an.

## Schriften (Auswahl)
- The English Civil War: At First Hand. London : Weidenfeld & Nicolson, 2002 ISBN 029782953X
- Building Jerusalem. London : Weidenfeld & Nicolson, 2004 ISBN 0297607677
- Robert Tressell: The Ragged Trousered Philanthropists. Einleitung von Tristram Hunt. Penguin Modern Classics, 2004 ISBN 0141187697
- The Frock-Coated Communist: The Revolutionary Life of Friedrich Engels. London : Penguin, 2009, ISBN 0713998520
  - Friedrich Engels. Der Mann, der den Marxismus erfand. Übersetzung Klaus-Dieter Schmidt. Berlin : Propyläen, 2012, ISBN 9783548611709[3]
- Ten Cities That Made an Empire. London : Penguin Books, 2014
- The Radical Potter: Josiah Wedgwood and the Transformation of Britain. Allen Lane, London 2021, ISBN 978-0-241-28789-7.